# Takeshi's Castle
Takeshi's Castle (風雲！たけし城, Fūun! Takeshi-jō, letterlijk Turbulence! Takeshi Castle) is een Japanse spelshow, die van 1986 tot 1990 werd uitgezonden op Tokyo Broadcasting System. De show is wereldwijd in meerdere landen te zien geweest en heeft een cultstatus bereikt. Er zijn tevens een aantal soortgelijke spelshows buiten Japan gemaakt.

## Achtergrond
De show is bedacht door Takeshi Kitano. Hij wilde er aanvankelijk een soort 'live-action Super Mario-spel' van maken. Gedurende het eerste seizoen moest het programma het stellen met een laag budget. Naarmate de populariteit toenam en de serie een groter budget kreeg, werd de opzet ook steeds groter. Een complete voormalige campus werd ingericht als hindernisparcours.
Takeshi besloot in 1990 om de serie op haar hoogtepunt te laten stoppen en niet te wachten tot de populariteit zou afnemen. De laatste aflevering werd uitgezonden op 18 oktober 1990. Op 2 april 2005 werd er wel een speciale extra editie opgenomen ter viering van het 50-jarig bestaan van TBS.

## Opzet
De show draait om Generaal Lee (gespeeld door Hayato Tani), die een leger wil samenstellen om het kasteel van heer Takeshi (gespeeld door Takeshi Kitano) te bestormen. Mensen die meedoen aan de show zijn zogenaamd vrijwilligers die zich voor dit leger hebben aangemeld. Generaal Lee laat hen een reeks fysieke uitdagingen ondergaan om alleen de beste over te houden met wie hij de aanval op het kasteel zal ondernemen. Elke show begint met tussen de 100 en 142 deelnemers, maar tegen de finale is dit aantal vaak teruggebracht tot 10 of minder.
De uitdagingen die de deelnemers moeten ondergaan zijn zeer gevarieerd. Zo moeten kandidaten hindernisbanen zoals een brug of doolhof afleggen. Ook zijn er speciale uitdagingen zoals karaokezingen. Hierbij kunnen ze tevens worden gehinderd door Takeshi’s soldaten of andere menselijke tegenstanders. Een opdracht moet echt volledig uitgevoerd worden wil een deelnemer doorgaan naar de volgende ronde.
In de finale moeten de overgebleven deelnemers in speciale voertuigen voorzien van waterpistolen of laserguns een gevecht aangaan met Takeshi en zijn leger voor de poort van diens kasteel. De voertuigen van zowel de deelnemers als die van Takeshi en zijn soldaten zijn voorzien van doelwitten. Als die worden geraakt is het voertuig zogenaamd vernietigd en mag de inzittende niet meer meespelen. Doel is te proberen de wagen van Takeshi zelf te raken. De deelnemer die hierin slaagt wint het spel, Takeshi’s soldaten zijn doorgaans echter ver in de meerderheid, goed getraind en bovendien wordt er ook vanuit bunkers op de deelnemers geschoten. Daardoor gebeurt het geregeld dat er helemaal niemand wint.
In vroegere uitzendingen werden de gevechten te voet gehouden, en waren alle deelnemers voorzien van een membraan als doelwit. Als deze kapot was, dan was de deelnemer afgevallen.
De winnaar krijgt een bedrag van 1 miljoen yen.
In totaal zijn er maar liefst 8 tot 9 deelnemers in de gehele geschiedenis van Takeshi's Castle die de finale hebben gehaald.

## Personages
Vaste karakters die steeds terugkomen in de show zijn:
- Heer "Beat" Takeshi (ビートたけし; Kitano): de heer van het kasteel waar de titel van de spelshow aan refereert. Hij speelt vooral een actieve rol in de finale.
- Takeshi Doll: toen Takeshi Kitano vanwege een mediaschandaal een tijd lang niet op tv mocht optreden, werd zijn plaats ingenomen door een wachter vermomd als Takeshi. Deze droeg een groot papier-maché masker gemodelleerd naar Takeshi.
- Generaal Lee (Hayato Tani): de presentator van de show, en tevens aanvoerder van het leger gevormd door de deelnemers. Hij is gekleed in een wit (of zwart)legeruniform.
- Saburo Ishikura: adviseur van Takeshi.
- Sonomanma Higashi: de leider van Takeshi’s wachters en halverwege de serie Takeshi’s nieuwe adviseur.
- Takeshi's Gundan (verdedigingstroepen): Takeshi’s soldaten, gekleed in groen/witte uniformen. Zij vechten aan Takeshi’s kant mee tijdens de finale. In Nederland wordt het de 'Groene Garde' genoemd.
- Lee's Assistent: deed mee in een aantal internationale specials waarin ook niet-Japanse deelnemers meededen. Zij diende vooral als vertaler voor deelnemers die geen Japans spraken.
- Geisha Girls: vrouwen die de deelnemers soms bijstaan bij hun opdrachten.
- Shoji Kinoshita en Shoichi Kinoshita — Deze vrolijke tweeling welke een regenbooggekleurde poncho draagt met een bolhoed op, verschijnen regelmatig als assistent bij diverse spellen zoals de 'Rice Bowl Down Hill' (de Rijstkomafdaling), 'Bridge Ball' (De Ballenbrug) en de 'Dominoes' (Dominostenen). In de Nederlandse versie worden ze ook wel 'Janssen en Janssen' genoemd.
- Kibaji Tankobo en Shozo "Strong" Kobayashi (ook bekend als de 'geboeders Kobayashi' in de Nederlandse versie) — Twee strijders van Takeshi die de deelnemers bang maken. Vaak verschijnen ze in de Maze ('het Doolhof'), waar ze de deelnemers te grazen proberen te nemen door modder in hun gezicht te wrijven. Kibaji draagt een pruik met lang rood haar, terwijl Shozo kaal is. Beiden hebben hun gezicht voorzien van diverse strijderskleuren om de deelnemers af te schrikken. Kobayashi verschijnt regelmatig ook in andere spellen.
- Brad Lesley  (geboren op 11 september 1958) is ook bekend als het Beest. Van oorsprong is hij een Japans/Amerikaanse honkbalspeler. Zijn belangrijkste taak is om de deelnemers bang te maken en proberen te vernederen. Meestal is hij gekleed als een samoerai, voorzien van een bijpassend zwaard. Animal is ook gezien in een groen sumopak, een spinkostuum, Fred Flintstone-achtige outfit, een honkbaluniform en een Elvis Presley-jumpsuit.
- Shizuo Miyauchi – de originele Japanse voice-over voor de serie.

De tokusatsu-superheld Ultraman had ook driemaal een optreden in de serie; een keer in een special voor kinderen, eenmaal als vervanger voor generaal Lee (die zogenaamd was ontvoerd), en eenmaal in de monsters special.

## Soortgelijke shows
- In Brazilië werd in de jaren 90 een eigen versie van Takeshi’s Castle opgenomen getiteld Olimpíadas do Faustão
- In de Verenigde Staten werd een versie van Takeshi’s Castle getiteld MXC uitgezonden.
- In Nederland werd in 1988 een show uitgezonden bij de Tros, getiteld Way of Life, gepresenteerd door Ron Brandsteder, met spelonderdelen uit Takeshi's Castle. Dit programma werd opgenomen in de Efteling in Kaatsheuvel.[2]

## Internationale uitzendingen
Takeshi’s Castle is wereldwijd in veel landen uitgezonden, vaak onder een aangepaste titel en voorzien van commentaar in de lokale taal. Ook wordt soms gesnoeid in het programma om bepaalde onderdelen weg te laten of de uitzendtijd in te korten.
In Nederland was de show sinds 2009 elke zaterdag en zondag te zien op Comedy Central, voorzien van constant Nederlands commentaar door Ruben van der Meer en Ronald van Dam. Hierbij maken ze geregeld grappen welke geregeld vaker in andere afleveringen terugkomen. Een voorbeeld hiervan is: 'de modder uit het diepe zuiden van Japan', en de verandering van dag- en nachtlicht door vermoedelijk niet-chronologisch geordende spelscenes. Deze versie is gelijk aan de Britse versie van Takeshi’s Castle; elke aflevering is teruggesnoeid tot +/− 20 minuten waarin 5 tot 8 uitdagingen en de finale aan bod komen. Bovendien wordt na elke uitdaging even een herhaling getoond van het grappigste moment wat in het spelonderdeel plaatsvond.
In de ingekorte nabewerking is vaak lastig te zien of deelnemers nou wel of niet afgevallen zijn in een vorige ronde, doordat de uitdagingen niet chronologisch uitgezonden worden.

## Thaise Takeshi's Castle
Sinds 22 maart 2018 is het spelprogramma weer terug op Comedy Central. Dit keer zijn het afleveringen van de Thaise editie die vergelijkbaar zijn met de Japanse, maar nieuwer zijn. De voiceover wordt hier door Katja Schuurman en Pepijn Lanen gedaan.
In vergelijking met de vorige editie worden er hier geen vaste terugkerende grappen in gebruikt, zoals 'de modder uit het diepe zuiden van Japan' en hebben de meeste krijgers in het spel geen vaste namen meer. 